# Tethyaster
Tethyaster is een geslacht van kamsterren uit de familie Astropectinidae.

## Soorten
- Tethyaster aulophora (Fisher, 1911)
- Tethyaster canaliculatus (A.H. Clark, 1916)
- Tethyaster grandis (Verrill, 1899)
- Tethyaster pacei (Mortensen, 1925)
- Tethyaster subinermis (Philippi, 1837)
- Tethyaster tangaroae Rowe, 1989
- Tethyaster vestitus (Say, 1825)